# Johann Burger
Pour les articles homonymes, voir Burger.
Johann Burger, né le 31 mai 1829 à Burg dans le canton d'Argovie et mort le 2 mai 1912 à Munich, est un graveur suisse.

## Biographie
Johann Burger naît le 31 mai 1829 à Burg.
Il apprend les rudiments de la gravure en 1849 chez Jakob Suter à Zofingen. Il est l'élève de 1850 à 1856 du graveur copiste Julius Thaeter (de) à l'Académie des beaux-arts de Munich. Il se perfectionne en outre par des voyages d'études à Dresde, Florence et Rome. En 1859 on le retrouve à Munich, qui devient alors sa résidence permanente. 
Il meurt le 2 mai 1912 à Munich.

## Œuvres
Sa carrière commence en 1850, époque à laquelle il grave Amour et les quatre éléments. Il grave comme première planche La lapidation de Saint Etienne, d'après Schraudolph. Ses autres œuvres comprennent Lady Macbeth (1858), d'après Cornelius ; trois planches illustrant les scènes de la vie de Saint Bonifacius, d'après Hess ; et Aurora (1887), d'après Guido Reni. On cite de lui des travaux pour des ouvrages sur l'histoire de l'art par E. Forster, des portraits et des études de nu.